# Hoylande Young
Hoylande Denune Young (Columbus, Ohio, Estados Unidos, 26 de junio de 1903 - Hyde Park, Chicago, Estados Unidos, 12 de junio de 1986) fue una doctora en química, que durante la Segunda Guerra Mundial trabajó en el Laboratorio Metalúrgico del Proyecto Manhattan. Tras la guerra, se convirtió en la primera mujer en ser nombrada jefe de división en el Laboratorio Nacional Argonne, y la primera mujer en presidir la Sección de Chicago de la American Chemical Society 

## Biografía

### Primeros años
Hoylande Denune Young nació el 26 de junio de 1903 en Columbus, Ohio. Su interés por la química comenzó en la escuela secundaria. En aquellos días, por lo general, a las niñas no se les permitía inscribirse en un curso tan riguroso como el de química que tomaban los niños. Durante la escuela secundaria, se le permitió apuntarse al curso de química para niños solo porque no podía incluir el curso para niñas en su horario. Recibió su licenciatura en química por la Universidad Estatal de Ohio en 1922. Posteriormente, se matriculó en la Universidad de Chicago para la escuela de postgrado. Obtuvo su doctorado en química orgánica en 1926. Su disertación estuvo a cargo de Julius Stieglitz y se tituló "Cetonas de bromoimino estereoisoméricas". El trabajo involucró la separación manual de cristales individuales y la destilación de bromo. Antes de obtener el doctorado, se unió a la Sociedad Química Estadounidense, a la sección de Chicago. Después de graduarse, comenzó a trabajar como química investigadora en Van Schaack Brothers Chemical Works en la industria de lacas. Después de trabajar allí durante cuatro años, se mudó a Denton, Texas en 1930 para convertirse en profesora asistente de química en la Facultad de Artes Industriales de Texas State College for Women. Allí enseñó nutrición y bioquímica hasta 1934. Dejó la universidad para ocupar un puesto de investigación en el Hospital Michael Reese. Sin embargo, perdió el puesto después de que el hospital supiese que era una mujer. Esto llevó a Young a trabajar como consultora de 1934 a 1938. Después de su período como consultora, trabajó como química industrial en Pure Oil Company hasta 1942. En 1942, se convirtió en bibliotecaria científica de la Oficina de Investigación y Desarrollo Científico en los laboratorios de toxicidad de la Universidad de Chicago. Sus labores incluían recopilar información de informes británicos y estadounidenses y compilar un "índice maestro" de compuestos tóxicos para laboratorios de guerra química estadounidenses, británicos y canadienses.

### Últimos años
Permaneció en la  Universidad de Chicago hasta 1945, cuando fue reasignada al Laboratorio Metalúrgico como química principal. Fue entonces cuando Young comenzó su trabajo como química y editora general en el Proyecto Manhattan. Editó artículos publicados en la Serie Nacional de Energía Nuclear, el informe de la Comisión de Energía Atómica sobre la investigación de la energía nuclear en tiempos de guerra. También participó en las reuniones del consejo de laboratorio. Dejó el Proyecto Manhattan en 1946 para convertirse en la primera mujer directora de división en el Laboratorio Nacional de Argonne. Su título oficial era el de Directora de Información Técnica.
Young fue una de las diez mujeres que firmaron la Petición Szilard, un documento redactado por el físico Leo Szilard que intentaba evitar el uso de la bomba atómica contra Japón.
Mientras trabajaba en Argonne, Young también se convirtió en la primera mujer presidenta de la Sección de Chicago de la Sociedad Química Estadounidense en 1956. Trabajó en Argonne hasta que se jubiló en 1964. Además, fue miembro del Instituto Estadounidense de Químicos y de la Asociación Estadounidense para el Avance de la Ciencia, así como miembro de los Científicos Atómicos de Chicago. En 1963, Argonne inició la serie de conferencias Hoylande D. Young en su honor en la Research Society of America. En 1975, la Sección de Chicago de la Sociedad Química Estadounidense le otorgó el Premio al Servicio Distinguido. Young se casó con Crawford Failey, un amigo y compañero de trabajo de su época en los laboratorios de toxicidad de la Universidad de Chicago. Falleció el 12 de enero de 1986, a la edad de 82 años.

## Premios y reconocimientos
- Tras la guerra, se convirtió en la primera mujer en ser nombrada jefe de división en el Laboratorio Nacional Argonne, y la primera mujer en presidir la Sección de Chicago de la American Chemical Society[1]

- En 1963, Argonne inició la serie de conferencias Hoylande D. Young en su honor en la Research Society of America [3]
- Participó en la creación del comité de adjudicación del Premio al Servicio Distinguido, en la Sección de Chicago de la Sociedad Química Estadounidense y actuó como presidenta del comité de nominaciones para este premio.[2]
- La Sección de Chicago de la Sociedad Química Estadounidense le otorgó el Premio al Servicio Distinguido el 25 de abril de 1975.[2]